# Herrarnas K-4 1000 meter i kanotsport vid olympiska sommarspelen 1972
Herrarnas K-4 1000 meter vid olympiska sommarspelen 1972 hölls i Västtyskland. 

## Resultat

### Heat
| Heat 1 |                                                                                        |         |    |
| 1.     | Aurel Vernescu, Mihail Zaifu, Roman Vartolomeu och Atanase Sciotnic (ROU)              | 3:16,15 | QS |
| 2.     | Rudolf Blass, Eberhard Fischer, Rainer Hennes och Hans-Erich Pasch (FRG)               | 3:18,42 | QS |
| 3.     | Lars Andersson, Gunnar Utterberg, Per Larsson och Hans Nilsson (SWE)                   | 3:19,69 | QS |
| 4.     | Alberto Ughi, Pierangelo Congiu, Mario Pedretti och Oreste Perri (ITA)                 | 3:19,77 | QR |
| 5.     | Robert Avery, Douglas Parnham, Peter Lawler och John Oliver (GBR)                      | 3:26,65 | QR |
| 6.     | István Szabó, Peter Várhelyi, Zoltán Bakó och Csongor Vargha (HUN)                     | 3:29,65 | QR |
| 7.     | John van Dyke, Jerry Welborn, Philip Rogosheske och Stephen Kelly (USA)                | 3:32,94 | QR |
| Heat 2 |                                                                                        |         |    |
| 1.     | Jurij Filatov, Jurij Stetsenko, Volodymyr Morozov och Valeri Didenko (URS)             | 3:18,35 | QS |
| 2.     | Volkmar Thiede, Eduard Augustin, Herbert Laabs och Joachim Mattern (GDR)               | 3:18,65 | QS |
| 3.     | Zlatomir Šuvački, Ivan Ohmut, Miloš Kralj och Dušan Flipović (YUG)                     | 3:22,98 | QS |
| 4.     | Jos Broeckx, Roger T'Joncke, Jean-Marie D'Haese och Paul Strickens (BEL)               | 3:23,31 | QR |
| 5.     | Dennis Green, Dennis Heussner, Rodney Fox och Gordon Jeffery (AUS)                     | 3:24,63 | QR |
| 6.     | Dennis Barré, Jean Barre, Dean Oldershaw och Jim Reardon (CAN)                         | 3:29,75 | QR |
| 7.     | Hermelindo Soto, Gilberto Soriano, Horacio Flores och Alejandro Amecua (MEX)           | 3:34,38 | QR |
| Heat 3 |                                                                                        |         |    |
| 1.     | Steinar Amundsen, Tore Berger, Egil Søby och Jan Johansen (NOR)                        | 3:19,12 | QS |
| 2.     | Zbigniew Niewiadomski, Jerzy Dziadkowiec, Zdzisław Tomyślak och Andrzej Matysiak (POL) | 3:24,59 | QS |
| 3.     | Kari Markkanen, Heikki Mäkelä, Ilkka Nummisto och Jorma Lehtosalo (FIN)                | 3:26,90 | QS |
| 4.     | Ladislav Souček, Zdenék Bohutínský, Ľubomír Kadnár och Pavel Kvasil (TCH)              | 3:27,62 | QR |
| 5.     | Gerhard Siebold, Kurt Heubusch, Heinz Rodinger och Alfred Zechmeister (AUT)            | 3:27,77 | QR |
| 6.     | Herminio Menéndez, Álvaro López, Javier Sanz och José María Esteban (ESP)              | 3:34,19 | QR |

### Återkval
| Återkval 1 |                                                                              |         |    |
| 1.         | István Szabó, Peter Várhelyi, Zoltán Bakó och Csongor Vargha (HUN)           | 3:14,35 | QS |
| 2.         | Alberto Ughi, Pierangelo Congiu, Mario Pedretti och Oreste Perri (ITA)       | 3:15,68 | QS |
| 3.         | Dennis Green, Dennis Heussner, Rodney Fox och Gordon Jeffery (AUS)           | 3:16,24 | QS |
| 4.         | Herminio Menéndez, Álvaro López, Javier Sanz och José María Esteban (ESP)    | 3:21,07 |    |
| 5.         | Gerhard Siebold, Kurt Heubusch, Heinz Rodinger och Alfred Zechmeister (AUT)  | 3:21,97 |    |
| 6.         | Hermelindo Soto, Gilberto Soriano, Horacio Flores och Alejandro Amecua (MEX) | 3:31,65 |    |
| Återkval 2 |                                                                              |         |    |
| 1.         | Ladislav Souček, Zdenék Bohutínský, Ľubomír Kadnár och Pavel Kvasil (TCH)    | 3:17,39 | QS |
| 2.         | Jos Broeckx, Roger T'Joncke, Jean-Marie D'Haese och Paul Strickens (BEL)     | 3:18,63 | QS |
| 3.         | Dennis Barré, Jean Barre, Dean Oldershaw och Jim Reardon (CAN)               | 3:19,77 | QS |
| 4.         | John van Dyke, Jerry Welborn, Philip Rogosheske och Stepehn Kelly (USA)      | 3:22,89 |    |
| 5.         | Robert Avery, Douglas Parnham, Peter Lawler och John Oliver (GBR)            | 3:26,80 |    |

### Semifinaler
| Semifinal 1 |                                                                                        |         |    |
| 1.          | Aurel Vernescu, Mihail Zaifu, Roman Vartolomeu och Atanase Sciotnic (ROU)              | 3:09,98 | QF |
| 2.          | Kari Markkanen, Heikki Mäkelä, Ilkka Nummisto och Jorma Lehtosalo (FIN)                | 3:11,15 | QF |
| 3.          | István Szabó, Peter Várhelyi, Zoltán Bakó och Csongor Vargha (HUN)                     | 3:11,24 | QF |
| 4.          | Volkmar Thiede, Eduard Augustin, Herbert Laabs och Joachim Mattern (GDR)               | 3:11,65 |    |
| 5.          | Dennis Barré, Jean Barre, Dean Oldershaw och Jim Reardon (CAN)                         | 3:20,53 |    |
| Semifinal 2 |                                                                                        |         |    |
| 1.          | Jurij Filatov, Jurij Stetsenko, Volodymyr Morozov och Valeri Didenko (URS)             | 3:09,68 | QF |
| 2.          | Lars Andersson, Gunnar Utterberg, Per Larsson och Hans Nilsson (SWE)                   | 3:10,45 | QF |
| 3.          | Ladislav Souček, Zdenék Bohutínský, Ľubomír Kadnár och Pavel Kvasil (TCH)              | 3:11,57 | QF |
| 4.          | Zbigniew Niewiadomski, Jerzy Dziadkowiec, Zdzisław Tomyślak och Andrzej Matysiak (POL) | 3:12,46 |    |
| 5.          | Dennis Green, Dennis Heussner, Rodney Fox och Gordon Jeffery (AUS)                     | 3:13,76 |    |
| Semifinal 3 |                                                                                        |         |    |
| 1.          | Steinar Amundsen, Tore Berger, Egil Søby och Jan Johansen (NOR)                        | 3:08,72 | QF |
| 2.          | Rudolf Blass, Eberhard Fischer, Rainer Hennes och Hans-Erich Pasch (FRG)               | 3:09,71 | QF |
| 3.          | Alberto Ughi, Pierangelo Congiu, Mario Pedretti och Oreste Perri (ITA)                 | 3:09,89 | QF |
| 4.          | Jos Broeckx, Roger T'Joncke, Jean-Marie D'Haese och Paul Strickens (BEL)               | 3:10,70 |    |
| 5.          | Zlatomir Šuvački, Ivan Ohmut, Miloš Kralj och Dušan Flipović (YUG)                     | 3:11,21 |    |

### Final
| Gold   | Jurij Filatov, Jurij Stetsenko, Volodymyr Morozov och Valeri Didenko (URS) | 3:14,02 |
| Silver | Aurel Vernescu, Mihail Zaifu, Roman Vartolomeu och Atanase Sciotnic (ROU)  | 3:15,07 |
| Bronze | Steinar Amundsen, Tore Berger, Egil Søby och Jan Johansen (NOR)            | 3:15,27 |
| 4.     | Alberto Ughi, Pierangelo Congiu, Mario Pedretti och Oreste Perri (ITA)     | 3:15,60 |
| 5.     | Rudolf Blass, Eberhard Fischer, Rainer Hennes och Hans-Erich Pasch (FRG)   | 3:16,63 |
| 6.     | István Szabó, Peter Várhelyi, Zoltán Bakó och Csongor Vargha (HUN)         | 3:16,88 |
| 7.     | Kari Markkanen, Heikki Mäkelä, Ilkka Nummisto och Jorma Lehtosalo (FIN)    | 3:16,92 |
| 8.     | Lars Andersson, Gunnar Utterberg, Per Larsson och Hans Nilsson (SWE)       | 3:17,39 |
| 9.     | Ladislav Souček, Zdenék Bohutínský, Ľubomír Kadnár och Pavel Kvasil (TCH)  | 3:20,22 |